# Apotolamprus helenae
Apotolamprus helenae là một loài bọ cánh cứng trong họ Bọ hung (Scarabaeidae).